# Circus (album de Lenny Kravitz)
Pour les articles homonymes, voir Circus.
Albums de Lenny Kravitz
Are You Gonna Go My Way
(1993) 5
(1998)
Circus est le quatrième album de Lenny Kravitz, sorti en 1995. Il a atteint la dixième place au Billboard 200 et la 5e place du UK Albums Chart.
Circus a été vendu à 534 000 unités aux USA[réf. nécessaire] (chiffre mars 2008).

## Liste des titres
1. Rock and Roll Is Dead - 3:24
2. Circus - 4:48
3. Beyond the 7th Sky - 4:55
4. Tunnel Vision - 4:20
5. Can't Get You Off My Mind - 4:35
6. Magdalene - 3:50
7. God Is Love - 4:26
8. Thin Ice - 5:34
9. Don't Go And Put A Bullet In Your Head - 4:22
10. In My Life Today - 6:30
11. The Resurrection - 4:28